# جون ليزلي (مشاهير)
جون ليزلي (بالإنجليزية: John Leslie)‏ هو مذيع ومشاهير ومقدم تلفزيوني بريطاني، ولد في 22 فبراير 1965 في إدنبرة في المملكة المتحدة.

## وصلات خارجية
- جون ليزلي على موقع IMDb (الإنجليزية)
- جون ليزلي على موقع ميوزك برينز (الإنجليزية)
- جون ليزلي على موقع قاعدة بيانات الفيلم (الإنجليزية)